# 蘇丹黑B
蘇丹黑B（C29H24N6）是一種重氮脂肪染色劑，用於染中性的脂質冰凍切片和一些脂蛋白的石蠟切片。正常情況下為黑褐色或黑色粉末狀。
蘇丹黑B是蘇丹染劑之一，可用來提取指紋以及給成髓細胞染色。儘管有所謂的“乙酰蘇丹黑”，但實際上這種物質並沒有乙酰化。